# Kenneth Koch
Pour les articles homonymes, voir Koch.
Kenneth Koch est un poète américain, né le 27 février 1925 en Ohio, mort le 6 juillet 2002 à New York. Il est souvent associé à l'École de New York.

## Œuvres
- Poems (1953)
- Ko: or, A Season on Earth (1959)
- Permanently (1961)
- Thank You and Other Poems (1962)
- Bertha, & other plays (1966)
- Poems from 1952 and 1953 (1968)
- Sleeping with Women (1969)
- The Pleasures of Peace and Other Poems (1969)
- When the Sun Tries to Go On (1969)
- Wishes, Lies, and Dreams: Teaching Children to Write Poetry (1970)
- A Change of Hearts: Plays, Films, and Other Dramatic Works 1951–1971 (1973)
- Rose, Where Did You Get That Red? Teaching Great Poetry to Children (1973)
- The Art of Love: Poems (1975)
- The Red Robins (1975, novel)
- The Duplications (1977)
- I Never Told Anybody: Teaching Poetry Writing in a Nursing Home (1977)
- From the Air (1979)
- The Burning Mystery of Anna in 1951 (1979)
- Days and Nights (1982)
- On the Edge (1986)
- Seasons on Earth (1987)
- One Thousand Avant-Garde Plays (1988)
- Hotel Lambosa (1988)
- Selected Poems 1950–82 (1991)
- Hotel Lambosa (1993)
- On the Great Atlantic Rainway: Selected Poems 1950–1988 (1994)
- One Train (1994)
- The Gold Standard (1996)
- Straits (1998)
- Making Your Own Days: The Pleasures of Reading and Writing Poetry (1998)
- New Addresses (2000)

En français : Changements d'adresses , traduit par Auxeméry, collection L'extrême Contemporain, Belin (2000)
1. ↑  « https://archives.nypl.org/brg/19344 » (consulté le 2 octobre 2016)
2. ↑  « https://uvic2.coppul.archivematica.org/kenneth-koch-collection » (consulté le 25 novembre 2020)